# 上伊田駅 (国鉄)
上伊田駅（かみいたえき）は、かつて福岡県田川市大字伊田に設置されていた日本国有鉄道（国鉄）添田線の駅（廃駅）である。添田線の廃止に伴い、1985年（昭和60年）4月1日に廃駅となった。

## 歴史
- 1915年（大正4年）4月1日：小倉鉄道が上伊田停留場として開設[1][2]。旅客のみ取り扱い。
- 1922年（大正11年）12月1日：停車場に変更[1]。貨物取り扱い開始[1]。
- 1943年（昭和18年）5月1日：戦時買収により小倉鉄道が国有化[1]。小荷物の取り扱い開始。
- 1945年（昭和20年）6月10日：貨物の取り扱いを廃止[1]。
- 1974年（昭和49年）6月1日：荷物扱い廃止[1]。駅員無配置駅となる[3]。
- 1985年（昭和60年）4月1日：添田線の全線廃止に伴い、廃駅となる[1]。

## 駅構造
廃止時点で、単式ホーム1面1線を有する無人駅であった。

## 利用状況
駅周辺に高等学校が複数あり、その生徒約250人が利用するなど、添田線の駅の中では比較的乗降客の多い駅だった。

## 駅周辺
- 福岡県道52号八女香春線 - 毎月牛市が立った[2]。
- 福岡県立田川高等学校
- 福岡県立田川農林高等学校 - 2007年（平成19年）3月31日閉校
- 鎮西公園 - 公園の広場に自動車教習所があった[2]。
- 田川護国神社
- 鶴岡八幡神社

## 隣の駅
日本国有鉄道
添田線
香春駅 - 上伊田駅 - 今任駅
香春駅と当駅の間に、1935年（昭和10年）4月から1942年（昭和17年）6月の間、一本松停留場が存在した。香春駅からの営業キロは1.5 km。